# Trường Đại học Mỏ – Địa chất
Trường Đại học Mỏ – Địa chất (tiếng Anh: Hanoi University of Mining and Geology) là một trường đại học đa ngành hàng đầu tại Việt Nam, thuộc nhóm 95 trường đại học hàng đầu Đông Nam Á.
Trường được thành lập năm 1966, là trường đại học đa ngành, định hướng ứng dụng, đào tạo cán bộ Khoa học kỹ thuật trình độ đại học và trên đại học về các lĩnh vực: Dầu khí, Xây dựng, Công nghệ thông tin, Cơ khí, Tự động hóa, Khai thác tài nguyên khoáng sản, Bảo vệ môi trường, Đo đạc lãnh thổ lãnh hải, Quản lý đất đai, Kinh tế, Quản trị doanh nghiệp, Kế toán,... Hiện Nhà trường có 3 cơ sở đào tạo tại Hà Nội, Quảng Ninh và Vũng Tàu.

## Lịch sử
Trường Đại học Mỏ – Địa chất được thành lập theo Quyết định số 147/QĐ-CP ngày 8 tháng 8 năm 1966 của Thủ tướng Chính phủ trên cơ sở Khoa Mỏ – Địa chất của trường Đại học Bách khoa Hà Nội . Trường Đại học Mỏ – Địa chất đã trải qua 4 giai đoạn:

### Giai đoạn 1956 – 1966
Trong giai đoạn này, các thế hệ cán bộ và sinh viên Nhà trường đã trải qua nhiều khó khăn, thiếu thốn của chiến tranh để tiếp tục công việc giảng dạy và học tập. Đây cũng là giai đoạn từ một khoa chuyên môn trực thuộc Trường Đại học Bách khoa, Trường Đại học Mỏ – Địa chất chính thức được thành lập nhằm đáp ứng yêu cầu cán bộ khoa học kỹ thuật phục vụ cho công cuộc xây dựng chủ nghĩa xã hội và đấu tranh thống nhất đất nước. Ngày 15 tháng 11 năm 1966 Trường Đại học Mỏ – Địa chất chính thức khai giảng khóa học đầu tiên. Kể từ thời điểm đó, ngày 15 tháng 11 hàng năm được lấy làm Ngày Truyền thống của Trường.

### Giai đoạn 1966 – 1976
Trong giai đoạn này, Trường đã bắt đầu từng bước xây dựng đội ngũ cán bộ giảng dạy và cơ sở vật chất phục vụ công tác giáo dục, đào tạo. Thực hiện chủ trương của Đảng và Nhà nước, Nhà trường chủ trương đưa sinh viên xuống cơ sở sản xuất, gắn nội dung giảng dạy và nghiên cứu khoa học với cuộc cách mạng kỹ thuật, đào tạo cán bộ thích ứng với yêu cầu về kinh tế, quốc phòng của Việt Nam. Trường đã nghiên cứu và ứng dụng thành công nhiều đề tài vào sản xuất và phục vụ quốc phòng.
Năm 1974, Trường chuyển về địa điểm mới tại huyện Phổ Yên, Thái Nguyên mở đầu một thời kỳ mới trong quá trình xây dựng và phát triển của trường. Tại đây, thầy và trò Trường Đại học Mỏ – Địa chất đã cùng nhau vượt qua mọi khó khăn tiếp tục công tác giảng dạy và học tập phục vụ yêu cầu xây dựng CNXH trước mắt và lâu dài.

### Giai đoạn 1976 – 1986
Đất nước hoàn toàn thống nhất, Trường Đại học Mỏ – Địa chất tiếp tục không ngừng phát triển về số lượng, nâng cao về chất lượng để đáp ứng yêu cầu xây dựng đất nước, khắc phục hậu quả chiến tranh. Đội ngũ cán bộ giảng viên có chất lượng dần dần được bổ sung, cán bộ được đào tạo ở nước ngoài (đa số ở các nước Đông Âu) về Trường ngày một đông. Quy mô phát triển lên trên 4000 sinh viên các hệ đào tạo. Các khoa mới được thành lập như Khoa Dầu khí, Khoa Cơ – Điện, số bộ môn cũng tăng lên gấp nhiều lần. Các chuyên ngành đào tạo cũng được hình thành và phát triển.
Để đáp ứng nhu cầu cán bộ khoa học kỹ thuật trình độ cao, năm 1976, Trường Đại học Mỏ – Địa chất là một trong những trường Đại học đầu tiên ở Việt được Chính phủ cho phép mở bậc đào tạo nghiên cứu sinh. Năm 1977, Nhà trường đã tổ chức thành công việc bảo vệ luận án PTS đầu tiên (nay gọi là Tiến sĩ) trong các Trường Đại học kỹ thuật của nước ta.
Năm 1979 Trường được Chính phủ cho phép chuyển về vùng ngoại thành Hà Nội. Đến năm 1983, Nhà trường hoàn thành việc chuyển về cơ sở Hà Nội. Từ đó cơ sở vật chất được cải thiện rất nhiều, quy mô đào tạo tăng dần, đội ngũ cán bộ giảng dạy lớn mạnh, đảm đương được nhiệm vụ đào tạo và nghiên cứu khoa học. Nhiều đề tài trọng điểm cấp Nhà nước được thực hiện có hiệu quả, bắt đầu hình thành các đơn vị nghiên cứu khoa học có uy tín đối với cơ sở sản xuất và các địa phương.

### Giai đoạn 1986 đến nay
Đây là thời kỳ đổi mới và có những bước chuyển mình mạnh mẽ của cả nước nói chung và Trường Đại học Mỏ – Địa chất nói riêng. Thực hiện mục tiêu chiến lược xây dựng Trường Đại học Mỏ – Địa chất không chỉ là trung tâm đào tạo đa ngành, đa lĩnh vực, trình độ cao mà còn là trung tâm Nghiên cứu khoa học – chuyển giao công nghệ tiên tiến của Việt Nam, Trường đã tăng cường quy mô đào tạo của cả hệ ĐH và sau ĐH, đa dạng hóa loại hình đào tạo, mở thêm ngành và chuyên ngành mới, đổi mới căn bản mục tiêu, nội dung chương trình và phương thức đào tạo.
Trường Đại học Mỏ – Địa chất đang đào tạo trên 22.000 sinh viên, học viên cao học và nghiên cứu sinh với 67 chuyên ngành đại học và 33 chuyên ngành cao học, 57 chuyên ngành tiến sĩ.
Hiện nay Trường có quan hệ hợp tác trong đào tạo, Nghiên cứu khoa học với trên 200 trường đại học, trung tâm Nghiên cứu khoa học, viện nghiên cứu và tổ chức giáo dục của 32 quốc gia trên thế giới, là thành viên của 8 tổ chức mạng lưới đại học quốc tế. Thông qua hợp tác quốc tế, trường đã cử nhiều cán bộ và sinh viên đi nước ngoài học tập, nghiên cứu, trao đổi,...Xây dựng hàng chục dự án quốc tế về đào tạo, trang bị, Nghiên cứu khoa học để góp phần tăng cường cơ sở vật chất cho Trường.
Bộ GD – ĐT Việt đã giao cho Trường thực hiện chương trình đào tạo tiên tiến là chương trình Lọc – Hóa dầu. Từ năm 1986 đến nay cơ sở vật chất của Trường đã được cải tạo và nâng cấp một cách cơ bản, cơ sở hạ tầng và cảnh quan ngày càng khang trang, sạch đẹp; nhiều phòng thí nghiệm hiện đại được xây dựng và đang triển khai thực hiện nhiều dự án lớn phục vụ công tác đào tạo và nghiên cứu khoa học ở trình độ cao. Điều kiện làm việc và đời sống vật chất, tinh thần của cán bộ, sinh viên không ngừng được cải thiện.
Năm 2006, Trường đã xây dựng Đề án: Quy hoạch tổng thể xây dựng và phát triển trường Đại học Mỏ – Địa chất giai đoạn 2006–2030. Ngày 1 tháng 2 năm 2007, Bộ trưởng Bộ GD – ĐT Nguyễn Thiện Nhân đã ký Quyết định số 668/QĐ-BGDĐT phê duyệt bản Đề án này.
Qua 50 năm xây dựng và phát triển, Nhà trường đã đào tạo được gần 66.000 kỹ sư, gần 4000 cử nhân hệ CĐ; trên 5000 học viên cao học đã bảo vệ thành công luận văn thạc sĩ; gần 400 nghiên cứu sinh đã bảo vệ thành công luận án tiến sĩ. Các cựu sinh viên của Nhà trường đã có mặt trên khắp mọi miền của Tổ quốc, tham gia vào hầu hết các lĩnh vực kinh tế – xã hội, an ninh, quốc phòng. Các nhà khoa học của Nhà trường đã thực hiện hàng trăm đề tài, chương trình các cấp nhà nước, cấp bộ và cấp cơ sở, Trường Đại học Mỏ – Địa chất đã hợp tác nghiên cứu khoa học với nhiều địa phương trong cả nước và nhiều nước trên thế giới về các lĩnh vực Mỏ, Địa chất, Trắc địa – Bản đồ, Dầu khí, Cơ – Điện, Kinh tế – Quản trị kinh doanh, Công nghệ thông tin, Xây dựng và Môi trường. Kết quả các đề tài không chỉ đã góp phần tích cực vào việc nâng cao chất lượng đào tạo của Nhà trường mà còn được ứng dụng trực tiếp vào quy hoạch phát triển kinh tế – xã hội của Đất nước.

## Thành tựu

### Đào tạo
Ngày 4/4/2018, Đại học Mỏ địa chất được trao Giấy chứng nhận kiểm định chất lượng giáo dục bởi Trung tâm kiểm định chất lượng giáo dục. Số tiêu chí được đánh giá ĐẠT là 52/61 tiêu chí (tương ứng với tỷ lệ 85,25%) là kết quả rất đáng tự hào đối với Trường Đại học Mỏ – Địa chất, giúp Nhà trường khẳng định được vị thế và thương hiệu để tiếp tục có những cải tiến, đầu tư phù hợp, phát triển lên tầm cao mới trong xu thế hội nhập quốc tế.

#### Đào tạo đại học, cao đẳng
Qua 50 năm, Nhà trường đã đào tạo được 38626 kỹ sư hệ chính quy, 27146 kỹ sư hình thức vừa làm vừa học, 3615 cử nhân hệ cao đẳng. Hiện nay, số sinh viên đang học tại Trường là 19924 SV đại học (trong đó: 16048 SV hệ chính quy, 3876 SV hình thức vừa làm vừa học) và 848 SV hệ cao đẳng.
Nhà Trường thực hiện các chương trình đào tạo theo tín chỉ: 40 chương trình đào tạo đại học, 10 chương trình đào tạo cao đẳng và 12 chương trình đào tạo Liên thông cao đẳng lên đại học. Bên cạnh đó để nâng cao chất lượng đào tạo nhà Trường triển khai ký kết các thỏa thuận hợp tác trong đào tạo và nghiên cứu khoa học gắn kết với các Tập đoàn, Công ty, đơn vị sản xuất kinh doanh nhằm đổi mới mục tiêu, nội dung chương trình đào tạo và khai thác làm cơ sở thực hành, thực tập của đơn vị sản xuất cho sinh viên thực hành thực tập.

#### Đào tạo sau đại học
Từ năm 1966 đến tháng 8 năm 2016, Nhà trường đã đào tạo được 405 tiến sĩ và 5677 thạc sĩ. Hiện nay, có 150 nghiên cứu sinh và 1189 học viên cao học đang học tập và nghiên cứu tại Trường.
Những năm gần đây quy mô đào tạo sau đại học của Nhà trường khá ổn định; chất lượng đào tạo được giữ vững và có bước nâng cao, đã tạo được nền nếp tốt trong công tác tuyển sinh cũng như tổ chức đào tạo.

### Nghiên cứu khoa học
Trường Đại học Mỏ – Địa chất được Nhà nước giao thực hiện nhiệm vụ KHCN cấp Nhà nước các loại, gồm: đề tài KHCN thuộc các chương trình KHCN trọng điểm cấp Nhà nước; đề tài KHCN độc lập cấp Nhà nước; nhiệm vụ thuộc các chương trình trọng điểm do Bộ Công thương quản lý; nhiệm vụ theo Nghị định thư với nước ngoài; nhiệm vụ NCCB định hướng ứng dụng; đề án hợp tác nghiên cứu với nước ngoài; đề tài NCCB trong KHTN; đề tài KHCN tiềm năng. Cụ thể, Nhà trường đã thực hiện 315 đề tài NCKH cấp Nhà nước các loại. Trong 50 năm qua, Trường Đại học Mỏ – Địa chất đã thực hiện 714 đề tài cấp Bộ và tương đương. Đã thực hiện 1339 đề tài NCKH cấp cơ sở.
Hoạt động NCKH – chuyển giao công nghệ là thế mạnh của Trường Đại học Mỏ – Địa chất trong nhiều năm qua. Thông qua việc thực hiện các hợp đồng KHCN với các địa phương doanh nghiệp, những nhiệm vụ cụ thể mà đời sống kinh tế xã hội đặt ra được giải quyết kịp thời và có hiệu quả. Kinh phí cho hoạt động này chủ yếu từ các nguồn vốn khác của các địa phương, của các công ty, các đơn vị sản xuất. Đã thực hiện 20.359 hợp đồng dịch vụ khoa học và chuyển giao công nghệ. Về lĩnh vực thông tin khoa học, trong 50 năm qua Nhà trường đã tổ chức thành công 20 hội nghị, hội thảo khoa học quốc tế và 21 hội nghị khoa học Trường với tổng số trên 8400 Báo cáo khoa học. Xuất bản được 39 số ấn phẩm tuyển tập các công trình khoa học và 51 số Tạp chí Khoa học kỹ thuật Mỏ – Địa chất với trên 1800 bài báo khoa học. Tổ chức thành công 29 hội nghị khoa học của sinh viên Trường với tổng số 5200 Báo cáo khoa học. Đặc biệt, giai đoạn 2011–2015, qua kết quả nghiên cứu của đề tài nghiên cứu khoa học các cấp, các hợp đồng chuyển giao công nghệ đã được các nhà khoa học chuyển tải thành các bài báo, báo cáo khoa học đăng trên các tạp chí, tài liệu khoa học trong và ngoài nước. Các công trình công bố, gồm: 135 bài đăng trên tạp chí khoa học quốc tế (tăng gần 200% so với giai đoạn trước); 623 bài báo đăng trong tạp chí khoa học trong nước và 945 báo cáo khoa học công bố tại các hội nghị, hội thảo trong và ngoài nước. Hoạt động quảng bá sản phẩm sở hữu trí tuệ cũng đã được Nhà trường chú trọng, quan tâm. Đến nay, Nhà trường đã thực hiện được 02 bằng sở hữu trí tuệ về giải pháp hữu ích, tham gia nhiều hội chợ triển lãm sản phẩm khoa học và công nghệ do Bộ Khoa học và Công nghệ và địa phương tổ chức.
Về xây dựng tiềm lực cơ sở vật chất phục vụ nghiên cứu khoa học và chuyển giao công nghệ, đến nay Nhà trường đã có 08 trung tâm nghiên cứu khoa học và chuyển giao công nghệ; 01 Công ty CODECO thực hiện vai trò ứng dụng kết quả nghiên cứu khoa học vào thực tiễn và chuyển giao công nghệ. Thực hiện chủ trương của Nhà nước về chuyển đổi mô hình tổ chức và hoạt động của các đơn vị này, đến nay các đơn vị trên đã hoàn thành chuyển đổi theo Nghị định 115/NĐ-CP/2005 và Nghị định 80/NĐ-CP/2006. Được sự quan tâm của Bộ Giáo dục và Đào tạo, Nhà trường được trang bị 06 phòng thí nghiệm tăng cường năng lực nghiên cứu, 01 phòng thí nghiệm trọng điểm về khoa học địa chất. Bên cạnh đó, Nhà trường còn được tài trợ 02 phòng thí nghiệm nghiên cứu hiện đại từ Tập đoàn Dầu khí Quốc gia Việt Nam và từ Công ty Astec.
Hiện nay, Nhà trường đang thực hiện 6 đề tài KHCN các loại, cấp Nhà nước, thực hiện 01 chương trình (07 đề tài nhánh) và 18 đề tài KHCN cấp bộ; thực hiện 32 đề tài/ nhiệm vụ cấp cơ sở.

### Hợp tác quốc tế
Duy trì và phát triển quan hệ hợp tác với rất nhiều đối tác trên 30 nước bao gồm các đối tác đã có truyền thống hợp tác lâu dài như Nga, Ba Lan, Trung Quốc, Đức, Pháp, Đan Mạch, Nauy, Thụy Điển, Hà Lan,..., các đối tác tại các nước trong khu vực như Brunei, Lào, Thái Lan, Nhật Bản, Hàn Quốc,..., và các nước phát triển hàng đầu trên thế giới về khoa học kỹ thuật mới đẩy mạnh quan hệ với Việt Nam trong thời gian gần đây như Anh, Mỹ, Thụy Sĩ.
Trung bình hàng năm, Nhà trường đón tiếp chính thức khoảng 30 đoàn khách quốc tế đến thăm và làm việc với Nhà trường và khoảng 08 đoàn ra nước ngoài công tác. Ngoài ra, hoạt động Hợp tác quốc tế cũng được các Khoa chuyên môn chủ động thực hiện như trao đổi học thuật, tổ chức các khóa học ngắn hạn, hội thảo chuyên đề với sự hỗ trợ tích cực từ phía nhà trường.

### Công tác xã hội
Nhà trường luôn bám sát các chủ trương chính sách của Đảng, Nhà nước; tổ chức thực hiện nghiêm túc có hiệu quả các Chỉ thị, Nghị quyết của các tỉnh thành nơi Nhà trường đóng quân. Hoạt động của các Tổ chức Đảng, Công đoàn và Đoàn thanh niên, Hội sinh viên, Hội Cựu chiến binh của Nhà trường luôn được cấp trên đánh giá cao và công nhận là đơn vị vững mạnh.
Những thành tích trên đạt được là nhờ sự đoàn kết nhất trí của cán bộ công chức và sinh viên toàn trường, trước hết là sự đoàn kết thống nhất trong Đảng bộ Nhà trường dưới sự lãnh đạo toàn diện của Đảng uỷ, sự phối hợp chặt chẽ giữa chính quyền và các đoàn thể quần chúng, đặc biệt là Công đoàn và Đoàn thanh niên. Đó là một nhân tố quan trọng trong sự phát triển của nhà trường.

## Nhân sự
Với 50 năm xây dựng và phát triển, Trường Đại học Mỏ – Địa chất đã xây dựng được một đội ngũ cán bộ giảng dạy có trình độ cao. Nhiều cán bộ của Nhà trường đã là những nhà khoa học đầu ngành của cả nước. Đội ngũ cán bộ, viên chức, nhà khoa học của Nhà trường có đầy đủ năng lực hoàn thành xuất sắc công tác đào tạo, NCKH, chuyển giao công nghệ.
Cơ cấu tổ chức của Nhà trường thực hiện ở 03 cấp: Trường, khoa, bộ môn. Hiện nay, Nhà trường có 12 khoa trong đó có 09 khoa chuyên môn và 03 khoa đại cương với 60 bộ môn; 18 phòng, ban, trung tâm chức năng; 01 Văn phòng Chương trình tiên tiến; 08 trung tâm nghiên cứu, 01 công ty.
Hiện tại (đến tháng 8/2016) tổng số cán bộ viên chức toàn trường là 902 người, trong đó có 625 giảng viên, 64 trợ giảng, 213 cán bộ hành chính văn phòng. Nhìn chung, số lượng và chất lượng của cán bộ viên chức đã được nâng cao; đặc biệt, lực lượng cán bộ có trình độ cao tăng mạnh, được trẻ hóa, đáp ứng được yêu cầu đặt ra và thực hiện tốt nhiệm vụ của Nhà trường (có 02 GS.TS, 54 PGS.TS, 39 GVC.TS, 105 GV.TS, 02 TS là trợ giảng; số tiến sĩ ở độ tuổi từ 30 – 40 là 92, trong đó có 02 đồng chí đã được bổ nhiệm chức danh PGS).

## Cơ sở vật chất
Trường Đại học Mỏ – Địa chất bao gồm Khu A (2,3 ha) ở phường Đức Thắng, Khu B (1,17 ha) ở phường Cổ Nhuế 2, Khu C (355m²) ở phường Cổ Nhuế 1, Khu M (90m²) ở phường Bách Khoa, cơ sở thực tập tại phường Phai Vệ – Thành phố Lạng Sơn và Nhà C, C5 (879m²) Trường Đại học Bách Khoa Hà Nội. Ngoài ra, Khu Đô thị đại học 23,6 ha mới được phê duyệt 190,4 tỷ kinh phí giải phóng mặt bằng và cấp 42 tỷ năm 2015. Tuy nhiên, khi triển khai thực hiện giải phóng mặt bằng còn gặp phải nhiều vướng mắc ở các thủ tục hành chính do hiện trạng sở hữu công tư đan xen trong khu đất. Đến thời điểm hiện tại, Ủy ban nhân dân thành phố Hà Nội đã ra Quyết định số 6342-QĐ/UBND ngày 24 tháng 11 năm 2015 về việc phê duyệt kế hoạch thu hồi đất, điều tra, khảo sát, đo đạc, kiểm đếm, thực hiện công tác bồi thường, hỗ trợ giải phóng mặt bằng.
Các giảng đường, ký túc xá của Nhà trường được bố trí cả ở các Khu A, B và C. Tại khu A có các giảng đường thuộc khối nhà A, B và D, ký túc xá sinh viên Việt Nam thuộc khối nhà D1, D2 và ký túc xá sinh viên nước ngoài (nhà Lào); tại khu B có các giảng đường thuộc khối nhà G, một số giảng đường trong các nhà cấp 4 (Nhà A, B, C), khu giáo dục thể chất, khu giáo dục quốc phòng thuộc khối nhà H, ký túc xá 9 tầng (Nhà D3) và ký túc xá 5 tầng (Nhà D4); khu C được sử dụng cho công tác đào tạo sau đại học. 

## Các ngành đào tạo

### Cơ sở Hà Nội
1. Quản trị kinh doanh
2. Quản trị thương mại điện tử
3. Tài chính doanh nghiệp
4. Kế toán
5. Tài chính công
6. Địa chất học
7. Công nghệ phần mềm
8. Khoa học máy tính
9. Mạng máy tính
10. Tin học kinh tế
11. Cơ khí ô tô
12. Công nghệ chế tạo máy
13. Máy và thiết bị mỏ
14. Máy và tự động thủy khí
15. Điện – Điện tử
16. Hệ thống điện
17. Điện công nghiệp
18. Tự động hóa
19. Kỹ thuật môi trường
20. Địa sinh thái
21. Địa chất công trình - Địa kỹ thuật
22. Địa chất thăm dò
23. Địa chất thủy văn - Địa chất công trình
24. Kỹ thuật địa chất
25. Địa vật lý
26. Bản đồ
27. Địa chính
28. Địa chất dầu khí
29. Khoan - khai thác dầu khí
30. Khoan thăm dò – khảo sát
31. Thiết bị dầu khí
32. Kỹ thuật hóa học (Lọc - hóa dầu)
33. Hệ thống thông tin địa lý
34. Trắc địa
35. Hạ tầng cơ sở
36. Xây dựng công trình ngầm
37. Xây dựng dân dụng và công nghiệp
38. Địa kỹ thuật xây dựng
39. Quản lý đất đai
40. Địa tin học

### Cơ sở Quảng Ninh
1. Quản trị kinh doanh mỏ
2. Kế toán
3. Địa chất học
4. Máy và thiết bị mỏ
5. Tự động hóa
6. Kỹ thuật môi trường
7. Địa sinh thái
8. Địa chất thăm dò
9. Nguyên liệu khoáng
10. Bản đồ
11. Trắc địa mỏ và công trình
12. Khai thác mỏ
13. Khoan khai thác
14. Khoan thăm dò - khảo sát
15. Tuyển khoáng và tuyển luyện quặng kim loại
16. Xây dựng công trình ngầm và mỏ
17. Quản lý đất đai

### Cơ sở Vũng Tàu
1. Quản trị kinh doanh dầu khí
2. Kế toán
3. Tự động hóa
4. Kỹ thuật môi trường
5. Địa sinh thái
6. Địa chất thủy văn – Địa chất công trình
7. Địa chất thăm dò
8. Bản đồ
9. Địa chất dầu khí
10. Khoan - khai thác dầu khí
11. Thiết bị dầu khí
12. Lọc - Hóa dầu

## Các khoa đào tạo
- Khoa Công nghệ thông tin
  - Bộ môn Tin học Trắc địa
  - Bộ môn Tin học Kinh tế
  - Bộ môn Công nghệ phần mềm
  - Bộ môn Mạng máy tính
  - Bộ môn Hệ thống thông tin và Tri thức
  - Bộ môn Khoa học Máy tính
  - Phòng thí nghiệm địa tin học
- Khoa Cơ - Điện
  - Bộ môn Điện khí hóa
  - Bộ môn Kỹ thuật cơ khí
  - Bộ môn Kỹ thuật Điện - Điện tử
  - Bộ môn Máy và thiết bị Công nghiệp
  - Bộ môn Tự động hóa xí nghiệp mỏ và dầu khí
- Khoa Dầu khí
  - Bộ môn Địa chất dầu khí
  - Bộ môn Địa vật lý
  - Bộ môn Khoan - Khai thác
  - Bộ môn Thiết bị Dầu khí và Công trình
  - Bộ môn Lọc - Hóa dầu
- Khoa Khoa học và Kỹ thuật Địa chất
  - Bộ môn Địa chất
  - Bộ môn Địa chất công trình
  - Bộ môn Địa chất thủy văn
  - Bộ môn Địa chất biển
  - Bộ môn Khoáng sản
  - Bộ môn Khoáng thạch và Địa hóa
  - Bộ môn Nguyên liệu khoáng
  - Bộ môn Tìm kiếm - thăm dò
  - Bảo tàng địa chất
- Khoa Mỏ
  - Bộ môn Khai thác hầm lò
  - Bộ môn Tuyển khoáng
  - Bộ môn Sức bền vật liệu
  - Bộ môn Khai thác lộ thiên
- Khoa Môi trường
  - Bộ môn Địa sinh thái và công nghệ môi trường
  - Bộ môn Kỹ thuật môi trường mỏ
  - Bộ môn Môi trường cơ sở
- Khoa Trắc địa – Bản đồ và Quản lý đất đai
  - Bộ môn Bản đồ
  - Bộ môn Địa chính
  - Bộ môn Đo ảnh và viễn thám
  - Bộ môn Trắc địa cao cấp
  - Bộ môn Trắc địa mỏ
  - Bộ môn Trắc địa phổ thông và sai số
  - Bộ môn Trắc địa công trình
  - Tổ máy trắc địa
- Khoa Xây dựng
  - Bộ môn Xây dựng công trình ngầm và mỏ
  - Bộ môn Kỹ thuật Xây dựng
  - Bộ môn Xây dựng hạ tầng cơ sở
- Khoa Kinh tế Quản trị kinh doanh
  - Bộ môn Quản trị doanh nghiệp mỏ
  - Bộ môn Quản trị doanh nghiệp Địa chất – Dầu khí
  - Bộ môn Kinh tế cơ sở
  - Bộ môn Kế toán doanh nghiệp

Ngoài ra, trường còn đào tạo ngành mỏ ở cơ sở Quảng Ninh và ngành dầu khí ở cơ sở Vũng Tàu.

## Các phòng, ban và trung tâm
- Phòng Quan hệ Công chúng và doanh nghiệp
- Phòng Công tác Sinh viên
- Phòng Đào tạo Đại học
- Phòng Đào tạo Sau đại học
- Phòng Hành chính – Tổng hợp
- Phòng Khoa học – Công nghệ
- Phòng Hợp tác quốc tế
- Phòng Đảm bảo chất lượng giáo dục
- Phòng Cơ sở vật chất
- Phòng Kế hoạch tài chính
- Phòng Tổ chức – Cán bộ
- Phòng Xuất bản
- Trạm Y tế
- Trung tâm Dịch vụ
- Trung tâm Ngoại ngữ – Tin học
- Trung tâm Phân tích, Thí nghiệm Công nghệ cao
- Trung tâm Thông tin – Thư viên
- Ban Quản lý các dự án
- Văn phòng Chương trình tiên tiến
- Các Văn phòng Đại diện

## Thành tích và xếp hạng

### Thành tích
- Huân chương Độc lập hạng Ba năm 2016[11]
- Huân chương Hồ Chí Minh năm 2006.
- Danh hiệu Anh hùng Lao động năm 2004.
- Huân chương Độc lập hạng nhất năm 2001
- Huân chương Độc lập hạng Nhì năm 1996
- Huân chương Độc lập hạng Ba năm 1990
- Huân chương Lao động hạng Nhất năm 1986
- Huân chương Lao động hạng Nhì năm 1981
- Huân chương Lao động hạng Ba năm 1976

### Xếp hạng
- Theo Xếp hạng Webometrics, tháng 7 năm 2016, đại học Mỏ – Địa chất đứng thứ 5 Việt Nam và 2788 thế giới[12]; tháng 1 năm 2017, kết quả là thứ 7 Việt Nam và thứ 3159 thế giới[13], tháng 1 năm 2018, kết quả là thứ 7 Việt Nam và thứ 3602 thế giới.[14] Tháng 7 năm 2019, kết quả là thứ 6 Việt Nam và thứ 3456 thế giới.

## Cựu sinh viên nổi tiếng
- Cao Lại Quang: Thứ trưởng Thường trực Bộ Xây dựng (Cựu sinh viên K20 ngành Xây dựng Công trình ngầm).
- Doãn Thế Cường: Phó Bí thư Tỉnh ủy, Chủ tịch Ủy ban nhân dân tỉnh Hưng Yên (Cựu sinh viên K20 ngành Địa chất Công trình)
- Đặng Hùng Võ (GS; TSKH): nguyên thứ trưởng Bộ tài nguyên và môi trường; học tập và giảng dạy tại trường từ 1969–1976.
- Đỗ Văn Hậu: Nguyên Chủ tịch Tập đoàn Dầu khí Quốc gia Việt Nam.
- Hồ Sỹ Hậu (Thiếu tướng): Nguyên Cục trưởng Cục Kinh tế, Bộ Quốc phòng, là sinh viên ngành Trắc địa 1968.[15].
- Lê Hải An (PGS. TS): Nguyên Bí thư Đảng ủy, Thứ trưởng Bộ Giáo dục đào tạo (từ 2018)[16][17], Bí thư Đảng ủy, Hiệu trưởng trường ĐH Mỏ Địa chất (từ 2014 đến 2018)
- Lê Minh Chuẩn: Chủ tịch Tập đoàn Công nghiệp Than – Khoáng sản Việt Nam.
- Nguyễn Đức Bình (Chim sẻ đi nắng): được mệnh danh là "thần đồng đế chế Việt Nam" là game thủ, hiện đang theo học khoa Công nghệ thông tin của đại học Mỏ – Địa Chất, khóa K59 từ 2014.
- Nguyễn Hải, Đại tá, Nghệ sỹ nhân dân, nguyên Phó Trưởng Đoàn Kịch nói Công an Nhân dân, sinh viên khóa 20, chuyên ngành khai thác hầm lò.[18]
- Nguyễn Linh Ngọc: Thứ trưởng Bộ Tài nguyên và Môi trường (Cựu sinh viên K20 ngành Tìm kiếm thăm dò)
- Nguyễn Ngọc Thủy[19]: Chủ tịch Hội đồng quản trị – Tổng giám đốc Công ty Egroup và Chủ tịch Hội đồng quản trị Công ty Cổ phần Anh ngữ Apax.
- Phạm Nhật Vượng: Thi đỗ vào đại học Mỏ địa chất năm 1986, là vị tỷ phú đô la Mỹ đầu tiên trên sàn chứng khoán Việt Nam từ ngày 7 tháng 3 năm 2011 với giá trị tài sản lên đến khoảng 21.200 tỷ đồng Việt Nam tương đương 1 tỷ đô la Mỹ tại thời điểm đó.
- Phạm Thế Dũng: Chủ tịch UBND tỉnh Gia Lai (Cựu sinh viên K21 ngành Trắc địa ảnh)
- Phạm Thế Duyệt: nguyên Thường trực Bộ Chính trị, nguyên Bí thư Thành ủy Hà Nội, nguyên Trưởng ban Dân vận Trung ương Đảng, Chủ tịch Mặt trận Tổ quốc Việt Nam.
- Phạm Việt Khoa: Chủ tịch HĐQT tập đoàn FECON.
- Trần Đức Lương: nguyên Ủy viên Thường vụ Bộ Chính trị, Chủ tịch nước CHXHCN Việt Nam (Cựu sinh viên Chuyên tu K11 ngành Địa chất)
- Trần Thanh Hải: Giải thưởng Tạ Quang Bửu năm 2015, Hiệu trưởng đại học Mỏ - Địa chất từ 2018
- Trần Văn Thắng (Thiếu tướng): Cục trưởng Cục Bản đồ, Bộ Tổng Tham mưu.
- Trương Quý Hải: Nhạc sĩ, nguyên Ủy viên Ban Thường vụ – Trưởng ban Trường học Thành Đoàn Hà Nội.
- Võ Hồng Phúc: Bộ trưởng Bộ Kế hoạch đầu tư (Cựu sinh viên K11 ngành Kinh tế).

## Các thông tin khác
- Bài báo Khoa học công bố trên Tạp chí quốc tế – isi
- Danh sách trường đại học và cao đẳng tại Hà Nội
- Trường Đại học Mỏ – Địa chất là một trong 5 Trường Đại học hàng đầu Việt Nam do Webometrics bình chọn Lưu trữ ngày 3 tháng 8 năm 2016 tại Wayback Machine[20][21]